# 양승숙
양승숙(梁承淑, 1950년 3월 21일 ~ )은 대한민국의 군인이다. 2001년에 준장으로 진급하면서 대한민국 여군 사상 최초 장관급 장교가 됐다.

## 생애
그녀는 1950년 3월 21일 충청남도 논산에서 출생하였으며 대전 호수돈여고와 전남대학교 간호학과를 나왔다. 전남대학교 간호학과 재학 중에 육군 제31향토보병사단에서 육군 사병 복무하던 부군 이병웅(李炳雄) 선생을 친구의 소개로 만났고 이후 그와 결혼하여 슬하에 2녀를 두었다. 1973년에 간호후보 29기로 임관했고 간호장교로 근무했다. 1986년 6월에 중령으로 진급하였고, 1992년에 대령 진급에서 탈락했지만 2년 후인 1994년에 대령으로 진급 심사를 통과하였고, 1994년 9월 1일에 정식으로 대령계급장을 달았다. 대령 때도 간호사관학교장을 맡은 바 있으며, IMF시대로 간호사관학교가 폐교될 위기에 처했지만 양 대령의 눈물겨운 노력끝에 결국 2001년 5월 31일에 간호사관학교 존치 결정이 났다. 그리고 육군본부 간호담당관 및 간호병과장으로 재직 중 2001년 하반기에 준장 진급이 확정되었고, 2002년 1월에 정식으로 준장 계급장을 달았다. 준장 진급 당시에 첫 여군이니만큼 전투 병과를 올려야 한다는 얘기가 있었고 장성 진급 후에 국군간호사관학교 교장을 지냈다. 그리고 양 장군은 2004년 1월 9일 31년간의 군생활을 마치고 전역하였다.

## 학력
- 논산여자중학교 졸업
- 호수돈여자고등학교 졸업
- 전남대학교 의과대학 간호학 학사
- 육군보병학교 졸업
- 5년제 방통대학교 행정학 학사
- 한양대학교 대학원 행정학 석사 (간호행정)

## 경력
- 국군 논산, 광주병원 간호부장
- 1군 사령부 간호관리장교
- 국군간호사관학교 교장 (대한민국 최초 여성 장군)
- 육군본부 간호병과장
- 논산시 민주평화통일 자문회의 자문위원
- 前 한국전력공사 감사
- 前 열린우리당 당무위원 겸 보건행정특임촉탁위원
- 前 호서대학교 간호학과 초빙교수
- 前 건양대학교 간호학과 특임강사
- 前 민주당 당무위원 겸 보건행정특임자문위원
- 前 대통합민주신당 당무위원 겸 보건행정특보위원
- 前 통합민주당 당무위원 겸 보건행정교육특임자문위원
- 前 민주당 당무위원 겸 상임위원
- 前 시민통합당 당무위원 겸 시민보건행정특보위원
- 前 민주당 당무위원 겸 보건복지행정특보위원
- 前 민주통합당 당무위원 겸 국가시민보건복지행정위원
- 前 대전복지재단 특임고문
- 前 더불어민주당 당무위원 겸 전임위원(이후 더불어민주당 탈당)
- 대전복지재단 전임고문
- 국민의힘 윤석열 제20대 대통령 선거 예비후보 국민캠프 조직본부 특보단 의료정책특보
- 국민의힘 충남도당 6·1지방선거 공천관리위원회 위원

## 수상
- 보국훈장 천수장
- 대통령상
- 여성단체 협의회 1호패

## 저서
- 양승숙. 《별이 된 나이팅게일》. 종려나무. 2007년. ISBN 978-89-90348-21-0

## 역대 선거 결과
|  | 39.45% |

|  | 17.56% |

|  | 25.54% |

## 명성
윤종필, 이재순, 박순화 등과 아울러 2000년대 대한민국 여성 간호장교 출신 장군 1세대 가운데 한 사람으로 일컬어진다.